# Mots'eoa Senyane
Mots'eoa Senyane (sinh ngày 19 tháng 3 năm 1968) là cựu Cao ủy Lesotho đến Canada đã phục vụ giai đoạn 2006-2009.
Motseoa đã là một người đóng góp lớn cho lĩnh vực NGO ở Lesoto. Trong thời gian dài nhất, cô là giám đốc của Trung tâm tài nguyên chuyển đổi (TRC) ở Lesotho. Cô cũng là người sáng lập Trung tâm tài nguyên khu vực Blue Cross ở Lesotho.
Vào ngày 7 tháng 6 năm 2006, Motseoa Senyane được Vua Letsie III bổ nhiệm làm Cao ủy tại Canada

## Dịch vụ tại Ottawa
Chức năng đầu tiên của cô với tư cách là Cao ủy tại Canada là đến một chức năng Help Lesotho tại nhà của Shelagh M'Gonigle, một thành viên hội đồng Help Lesotho. Cô cảm ơn tổ chức phi chính phủ Canada đã hỗ trợ đất nước của mình trong nhu cầu phát triển.  Lưu trữ ngày 4 tháng 2 năm 2012 tại Wayback Machine M'e Senyane cũng là bạn với Giám đốc điều hành của Help Lesotho, Peg Herbert.  Lưu trữ ngày 8 tháng 5 năm 2019 tại Wayback Machine
M'e Senyane đã trình giấy ủy nhiệm của mình vào ngày 19 tháng 9 năm 2006 cho Toàn quyền Canada Michaëlle Jean tại Citadelle của Quebec, nơi cư trú chính thức của Toàn quyền tại Thành phố Quebec.
M'e Senyane là ủy viên cấp cao thường trú đầu tiên ở Canada kể từ khi kết thúc nhiệm vụ trước đó vào năm 1996.
Cô là một người ủng hộ chính của nhiều tổ chức phi chính phủ. Cô là một người hỗ trợ chính của Help Lesotho, SOLID, một tổ chức phi chính phủ tại Salt Spring Island, British Columbia và OHAfrica, một tổ chức được Hiệp hội Y tế Ontario hỗ trợ. Cô luôn là người ủng hộ cho sự phát triển của Lesoto và đã tham dự Hội nghị về AIDS Quốc tế tại Toronto, Ontario.
Bà Senyane đã liên lạc với George Smitherman, Bộ trưởng Bộ Y tế tại Ontario. Cô cũng đã đi đến một số hội nghị liên quan đến tiểu bang Châu Phi, đặc biệt là ở Lesotho từ Hội nghị về AIDS ở Toronto đến một hội nghị được hỗ trợ bởi SOLID ở Salt Spring Island, British Columbia. Cô Senyane cũng đã giảng dạy tại một số trường đại học ở Canada, liên quan đến sức khỏe và tiểu bang Lesotho.
Về mặt ngoại giao, bà Senyane đã kết bạn với nhiều Đại sứ và Cao ủy từ khu vực châu Phi ở Ottawa, Ontario. Ngoài ra, bà Senyane xuất hiện trong một video trên YouTube cho thấy hội nghị được tổ chức tại Salt Spring Island.
Senyane xuất sắc của cô đã cảm ơn Trường Turnbull ở Ottawa, một trong nhiều trường đã kết nghĩa thông qua Help Lesotho, vì mối quan hệ đầy cam kết và yêu thương với Trường tiểu học Sefapanong, ở Lesotho, bằng cách ca ngợi Mary Ann Turnbull, hiệu trưởng của trường thông qua hội nghị trường vào ngày 14 tháng 2, Năm 2008, hội nghị cũng được giới thiệu trên một video YouTube ghi lại cuộc sống của hai nữ sinh, cả hai đều đến từ Canada và Lesotho, và tình bạn của họ đã thay đổi cả cuộc sống và quan điểm của họ như thế nào.  
Bài đăng của cô kết thúc vào mùa thu năm 2009 và trở lại Lesotho. 
| Tiền nhiệm vị trí được tạo | Cao ủy Lesotho đến Canada 2006-2009 | Kế nhiệm Mathabo Tsepa |